# Пальтрак

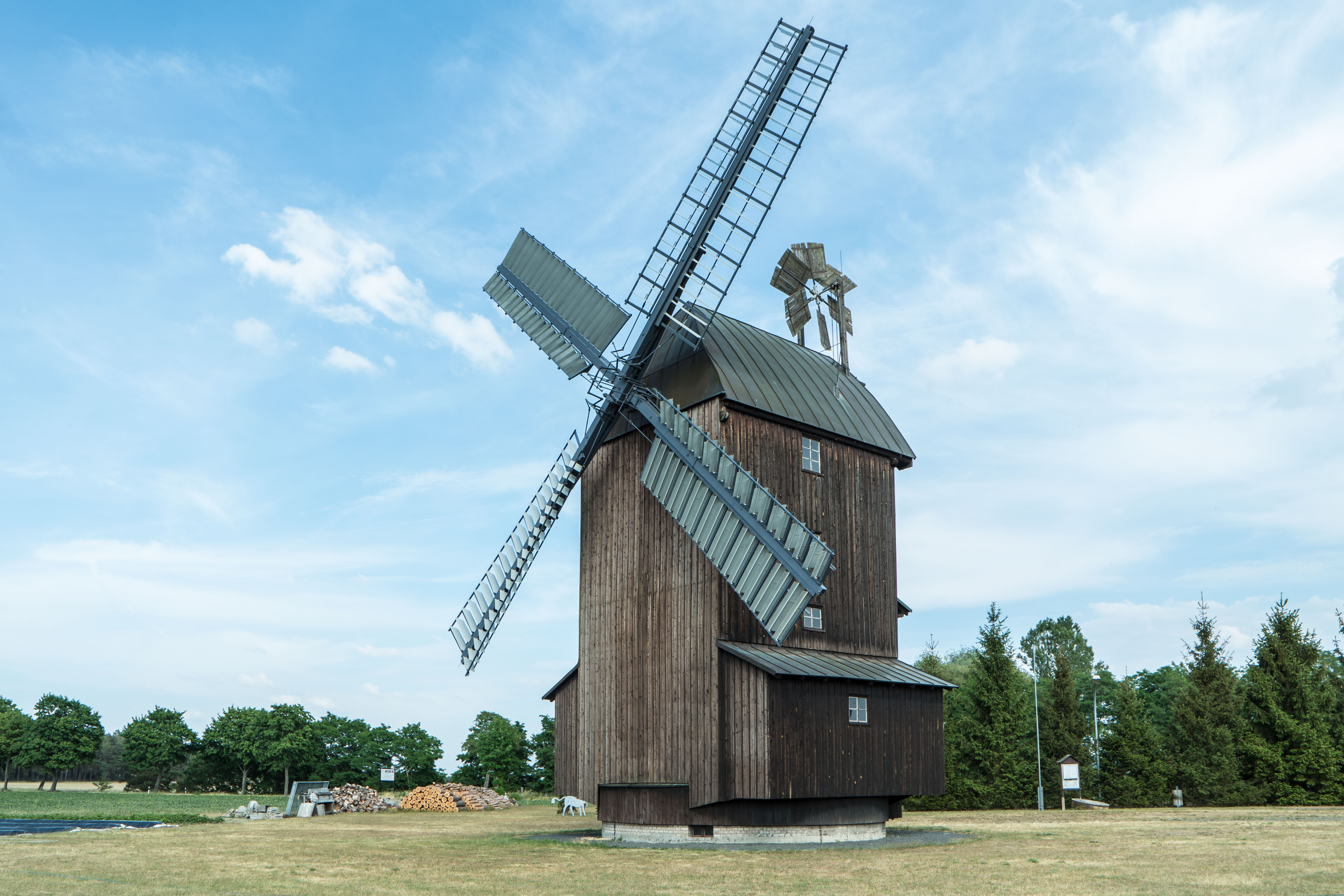
Пальтрак у Шеневальде, Німеччина.

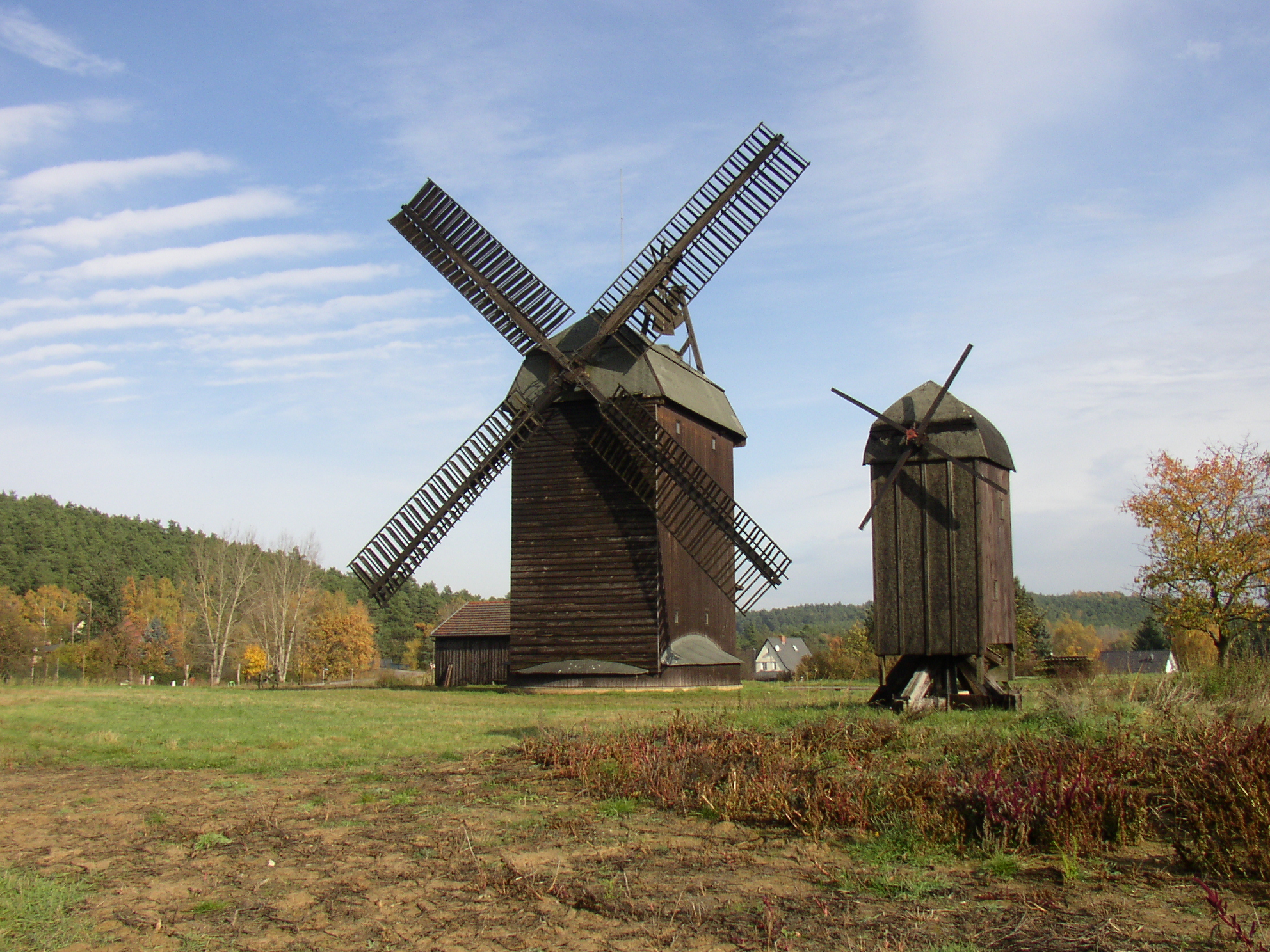
Пальтрак і стовповий вітряк у районі Потсдам-Міттельмарк, Німеччина.

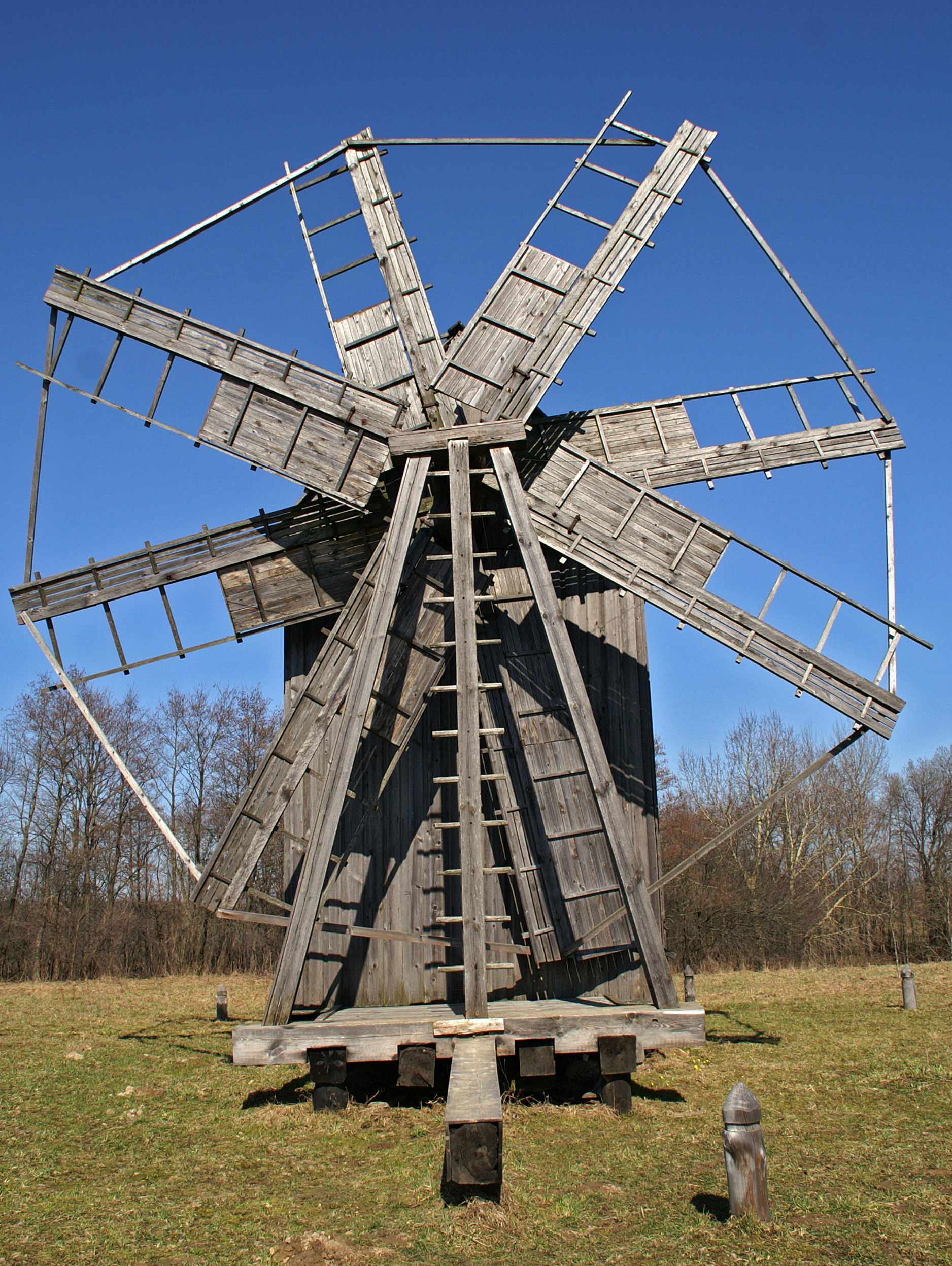
Пальтрак з села Янушівка, Білоруський державний музей народної архітектури і побуту

Па́льтрак (пол. paltrak) — різновид вітряка з рухомим корпусом, що повертається на кільцеподібній основі. З'явилися пальтраки бл. 1600 року і призначалися переважно для розпилювання деревини. Мали поширення переважно в Німеччині й Нідерландах. У Східній Європі вони були малопоширені, єдиний збережений екземляр представлений в експозиції Білоруського державного музею народної архітектури і побуту, перенесений туди з села Янушівка.

## Етимологія
Слово пальтрак походить через посередництво пол. paltrak і нім. Paltrock від нід. paltrok. Для нідерландського слова (середньовічні форми paltoc, paltroc, palsrock) припускається первісне значення «короткий чоловічий одяг» і походження від дав.-фр. paltoc, paletoc (звідки й paletot), а наявність r пояснюють впливом rok («спідниця»).

## Опис
Будова корпусу пальтрака майже повністю ідентична такій у стовпового вітряка. Проте, пальтрак має міцнішу конструкцію, розраховану на потужний вітер: замість стільця з єдиним опорним брусом пальтрак опертий всією окружністю нижньої частини на зміцнений чавуном кільцеподібний фундамент. Для з'єднання нижньої частини корпусу з фундаментом на останньому розміщують опорно-поворотну вальницю: сталеві ролики розташовуються між кільцеподібними рейками-напрямними і утримуються з обох боків бандажем. У центрі фундаменту, як і в стовпового вітряка, розташовується вертикальний стовп, але меншої висоти. Завдяки роликам, що виконують роль елементів роликовальниці, повертання проти вітру в пальтрака потребує менших зусиль порівняно зі стовповим вітряком.
Для самої орієнтації пальтрака проти вітру може використовуватися як важіль-воротило, так і автоматична система з вертушки-віндрози на шатрі з набором зубчастих передач.
У Німеччині пальтраки часто створювалися перебудовою вже наявних стовпових вітряків: стільці замінялися дерев'яним або мурованим кільцевим фундаментом. Порівняно зі стовповими такі вітряки мали більший внутрішній простір за рахунок прибирання високого центрального стовпа, у той же час вони були дешевшими за шатрові. У Нідерландах збереглося п'ять пальтраків (у музею Зансе-Сханс, Гарлемі, Зандамі, Амстердамі та в музею «Нідерланди просто неба»).

## Галерея

Пальтраки в Нідерландах і Німеччині
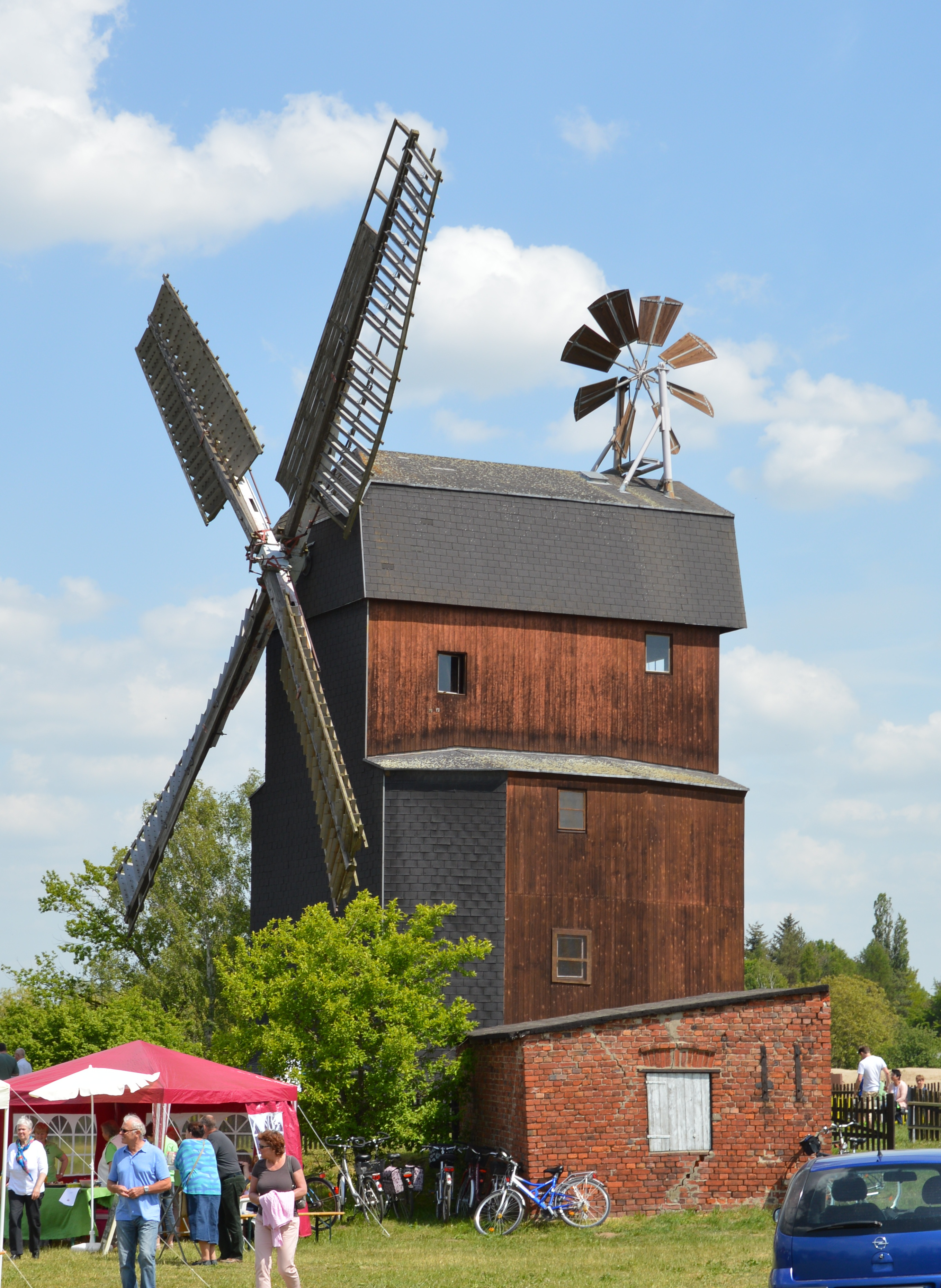
Пальтрак з вертушкою орієнтації по вітру. Ельбе-Парай, Німеччина.
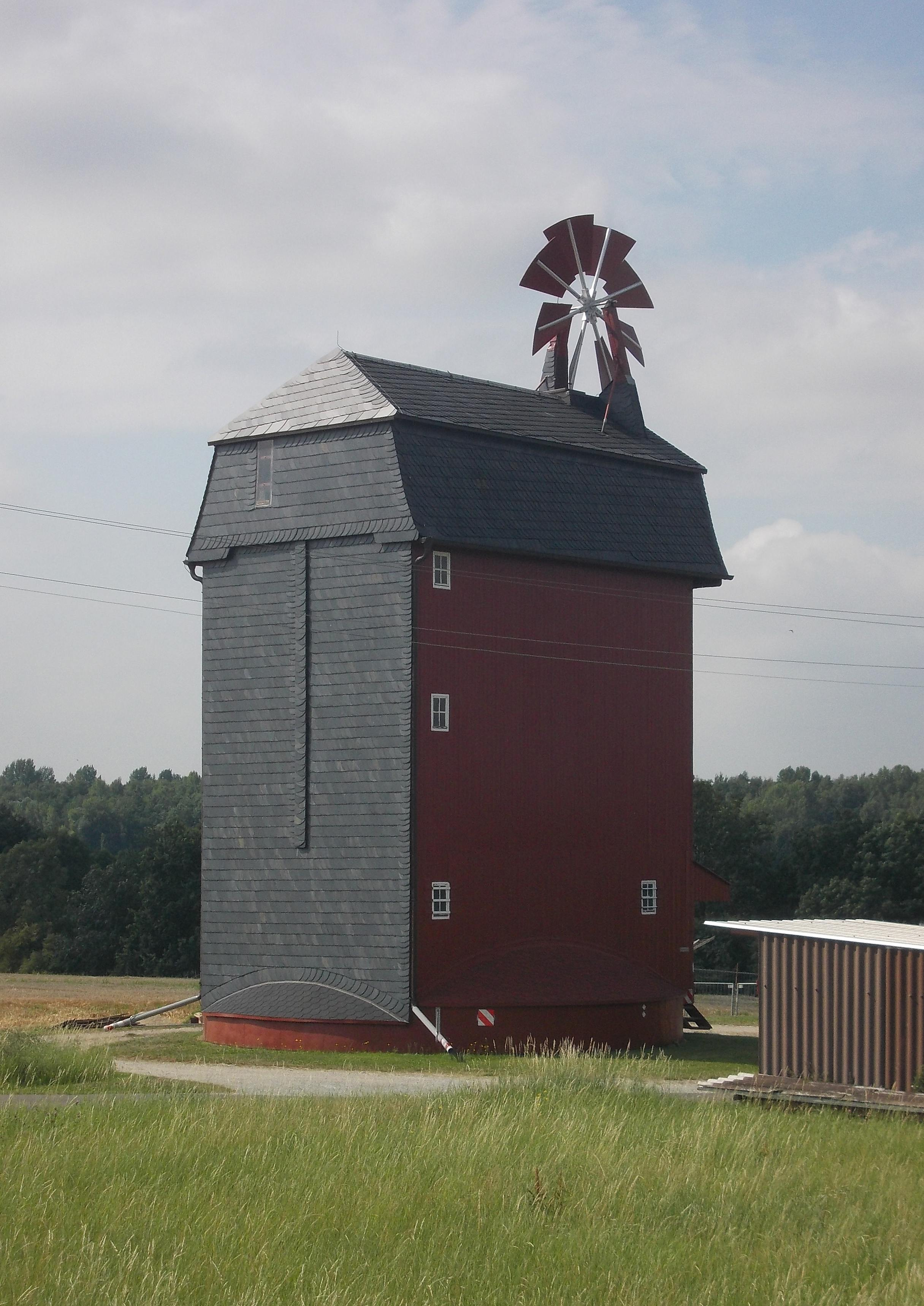
Пальтрак з вертушкою орієнтації. Село Сегестен, Мушвіц (район Лютцена), Німеччина.
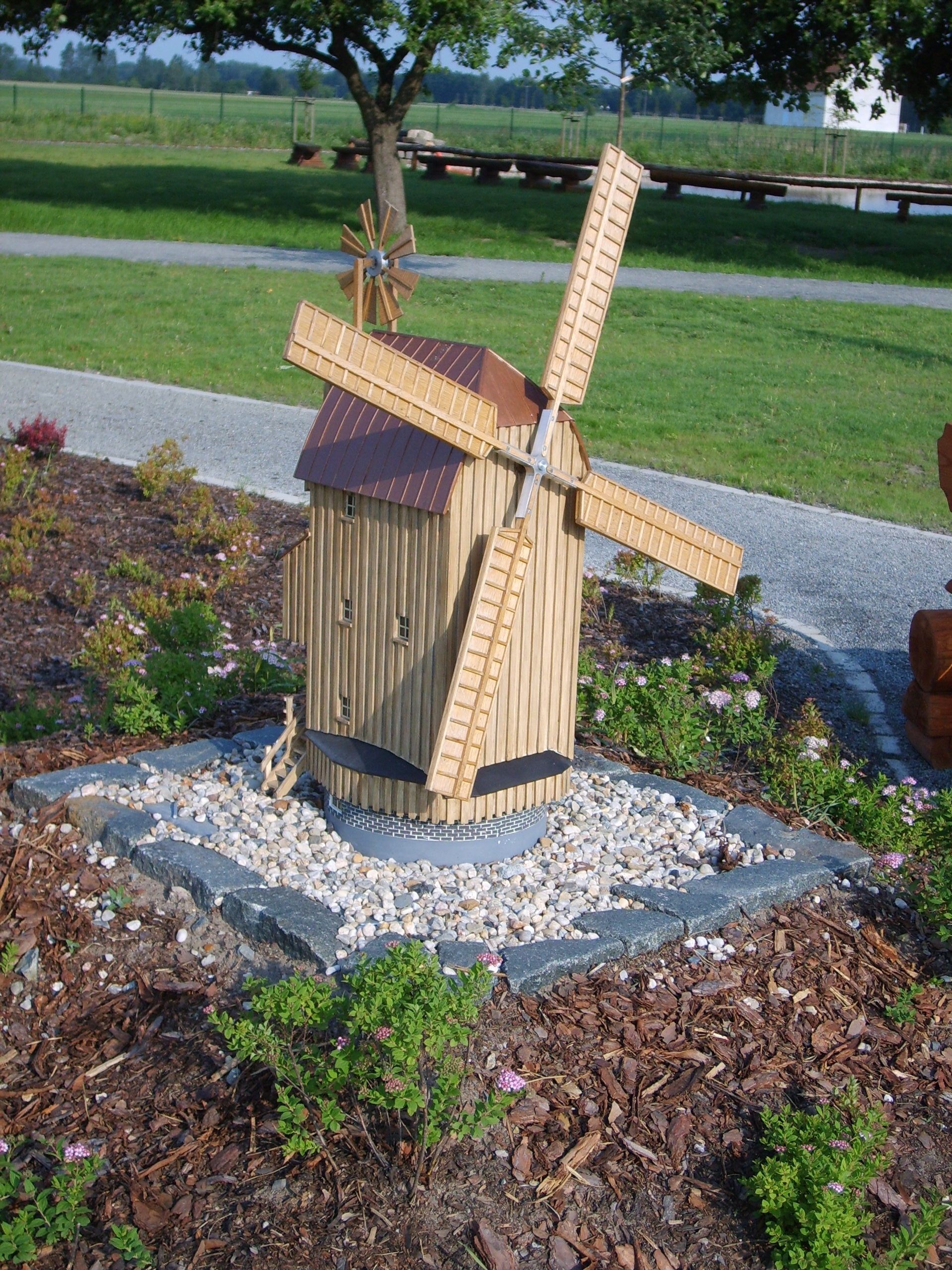
Модель пальтрака. Рюкерсдорф, Німеччина.
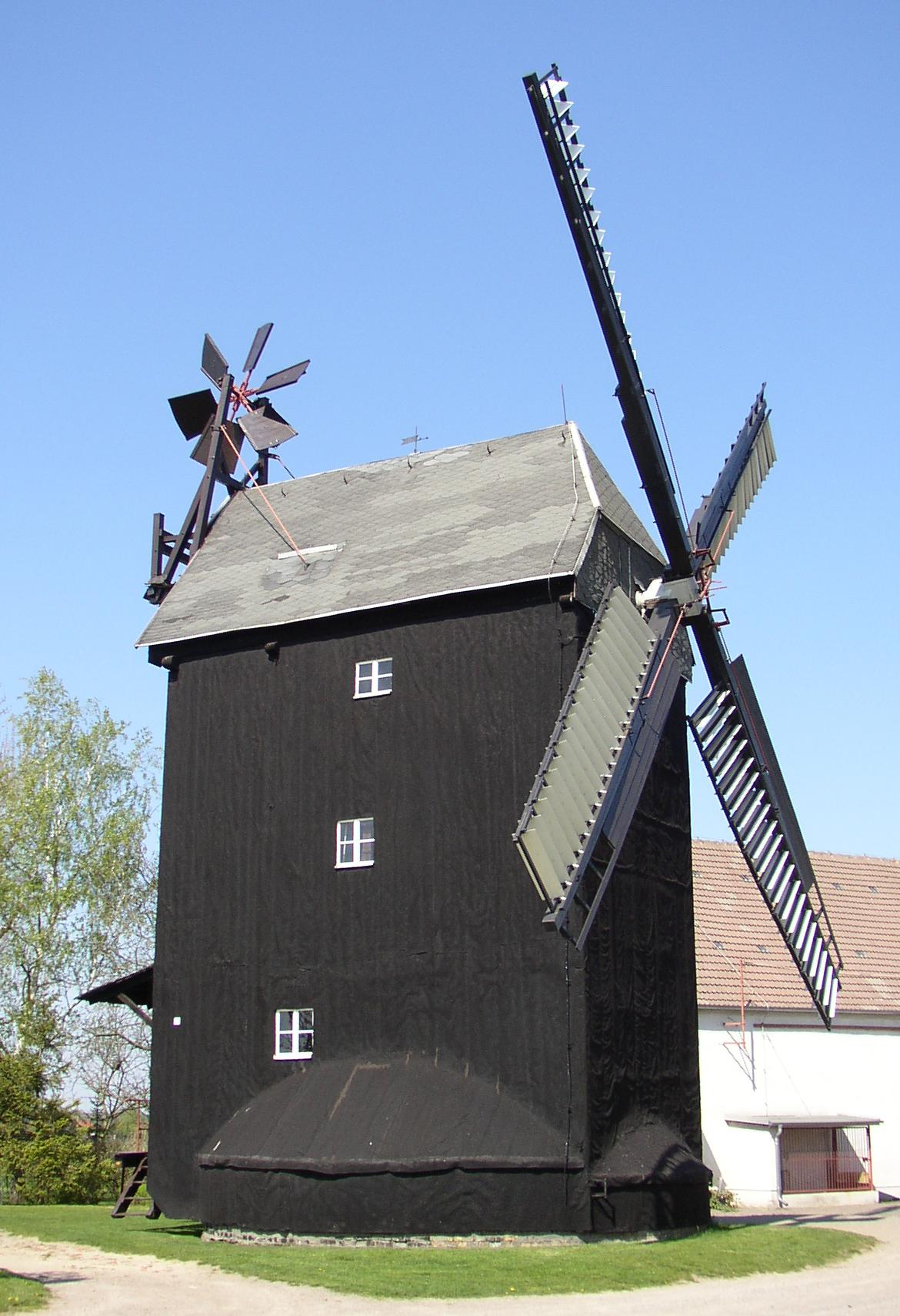
Пальтрак у комуні Мокрена, Німеччина.
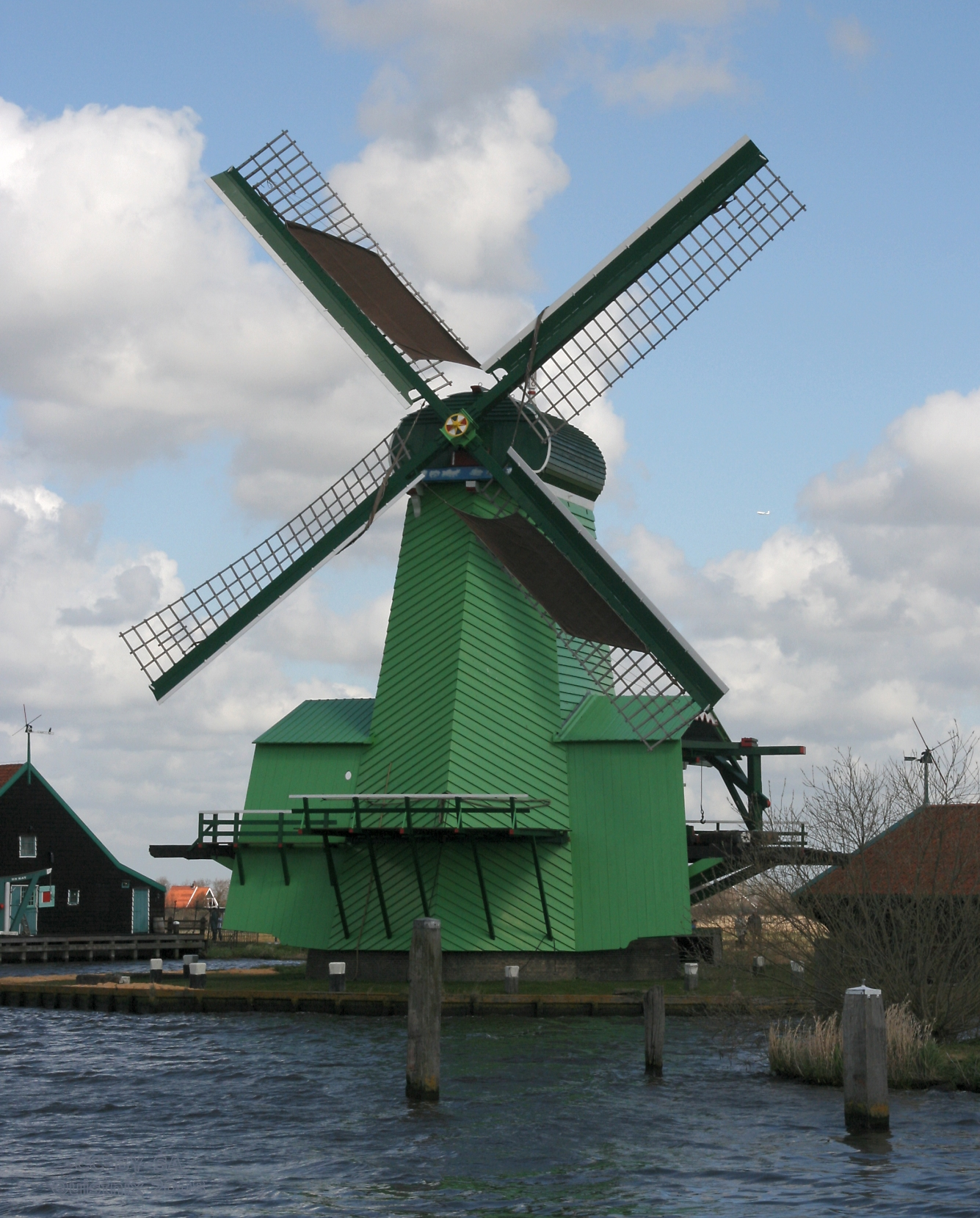
Пальтрак «Увінчаний Пеленбург» (використовується як лісопильня), музей Зансе-Сханс, Зандам, Нідерланди.
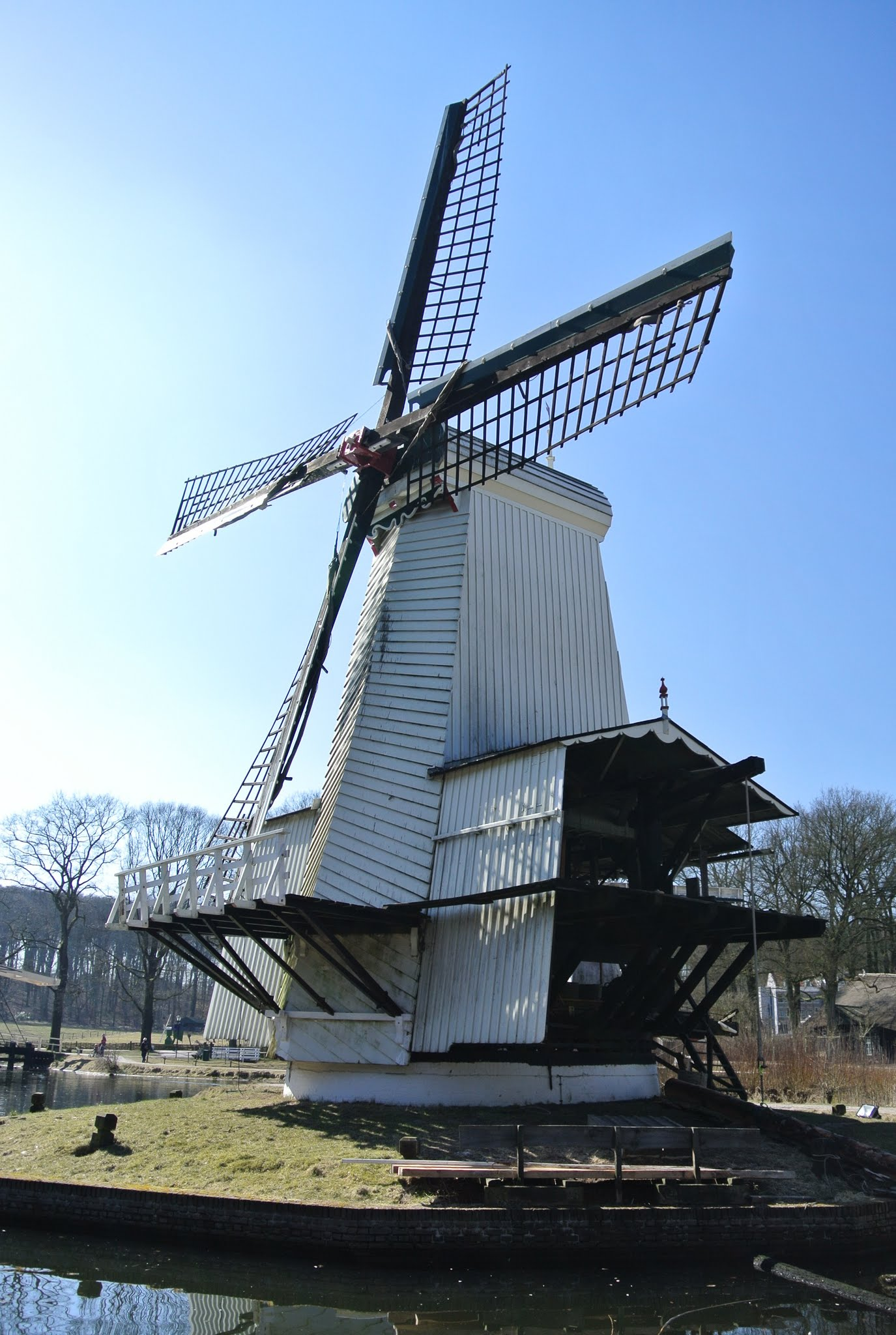
Пальтрак Мейн-Ґенеґен, Арнем, Нідерланди.

Елементи пальтрака
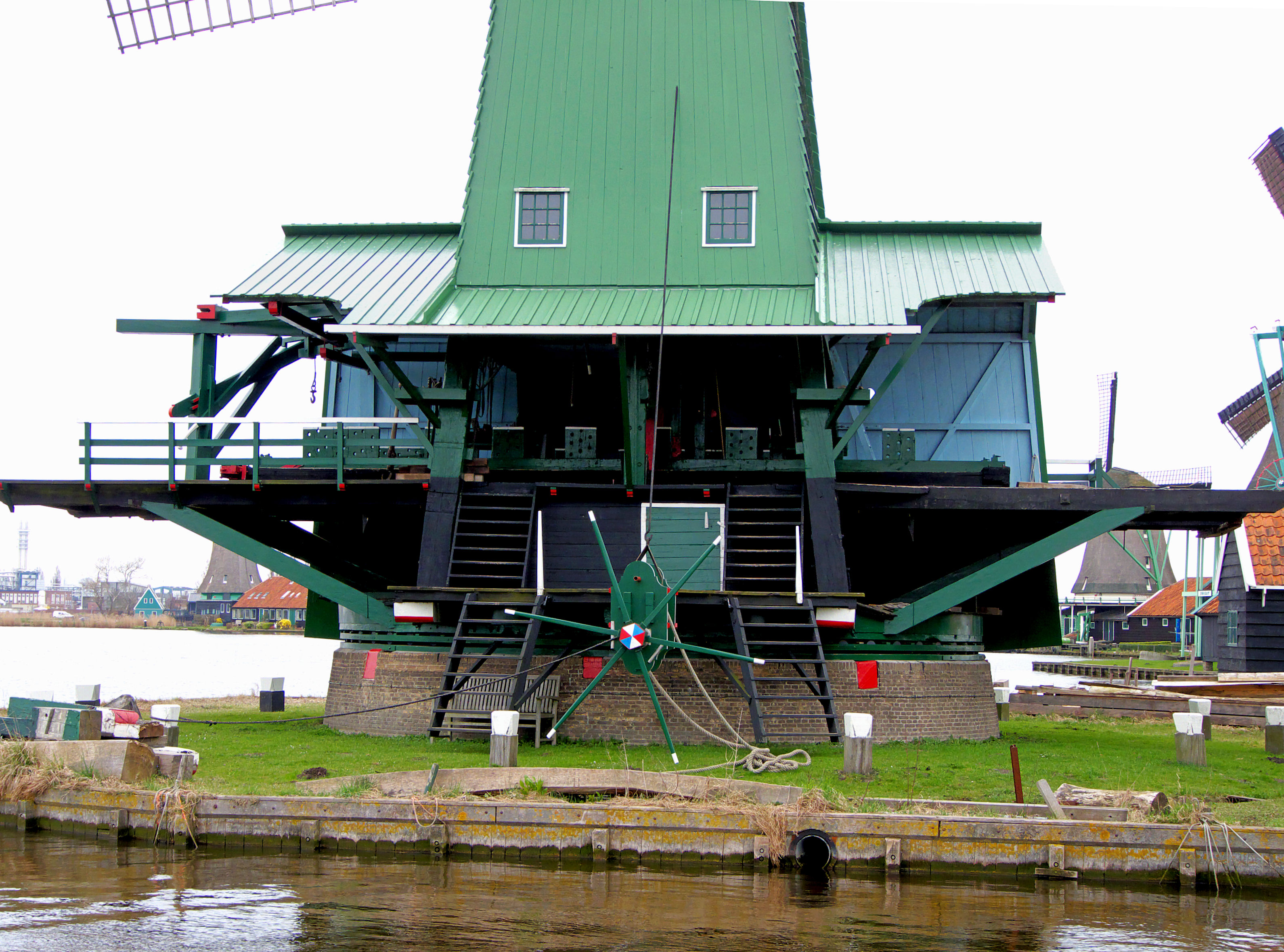
Фундамент пальтрака «Увінчаний Пеленбург»
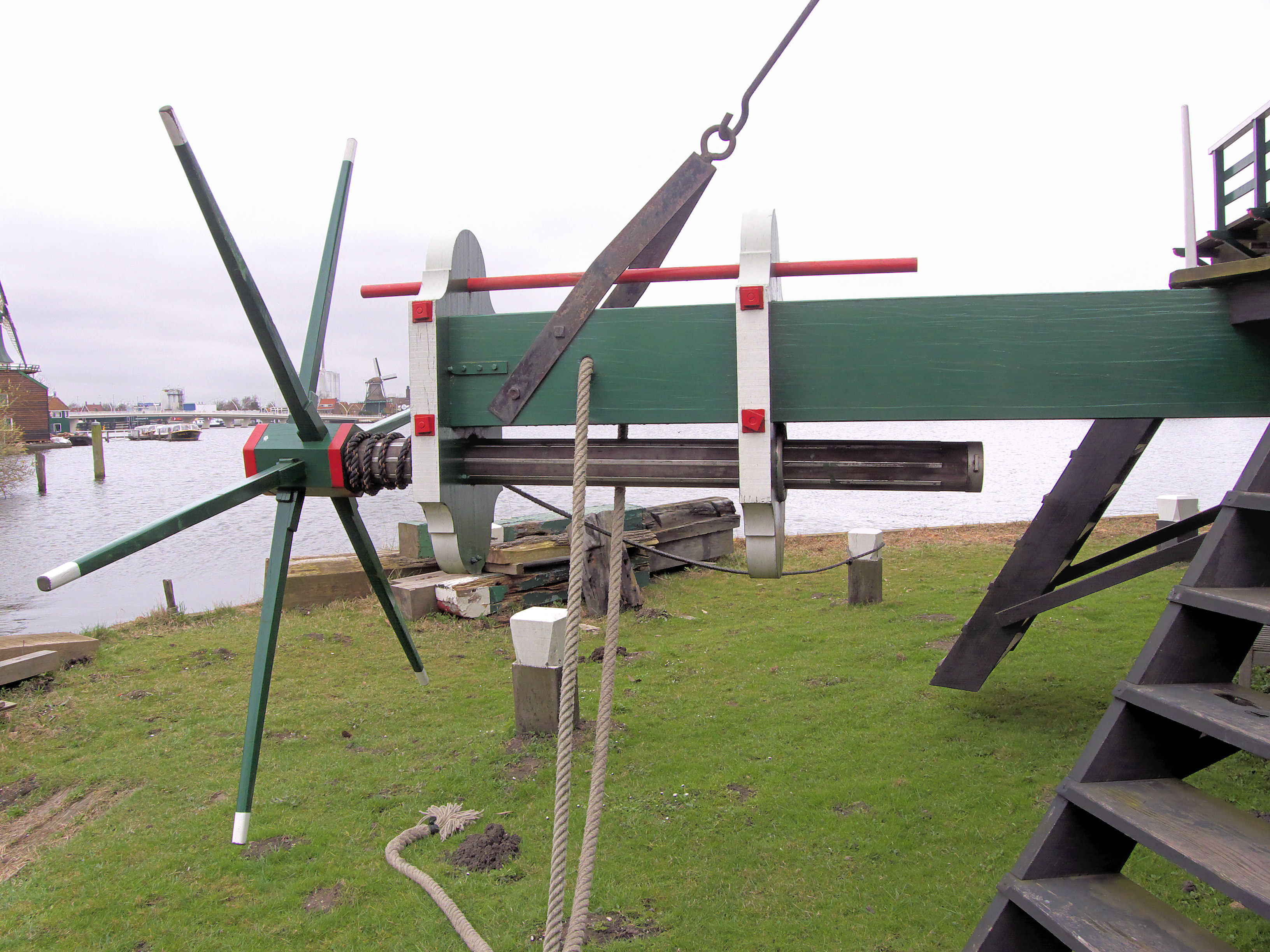
Воротило з коловоротом пальтрака «Увінчаний Пеленбург»
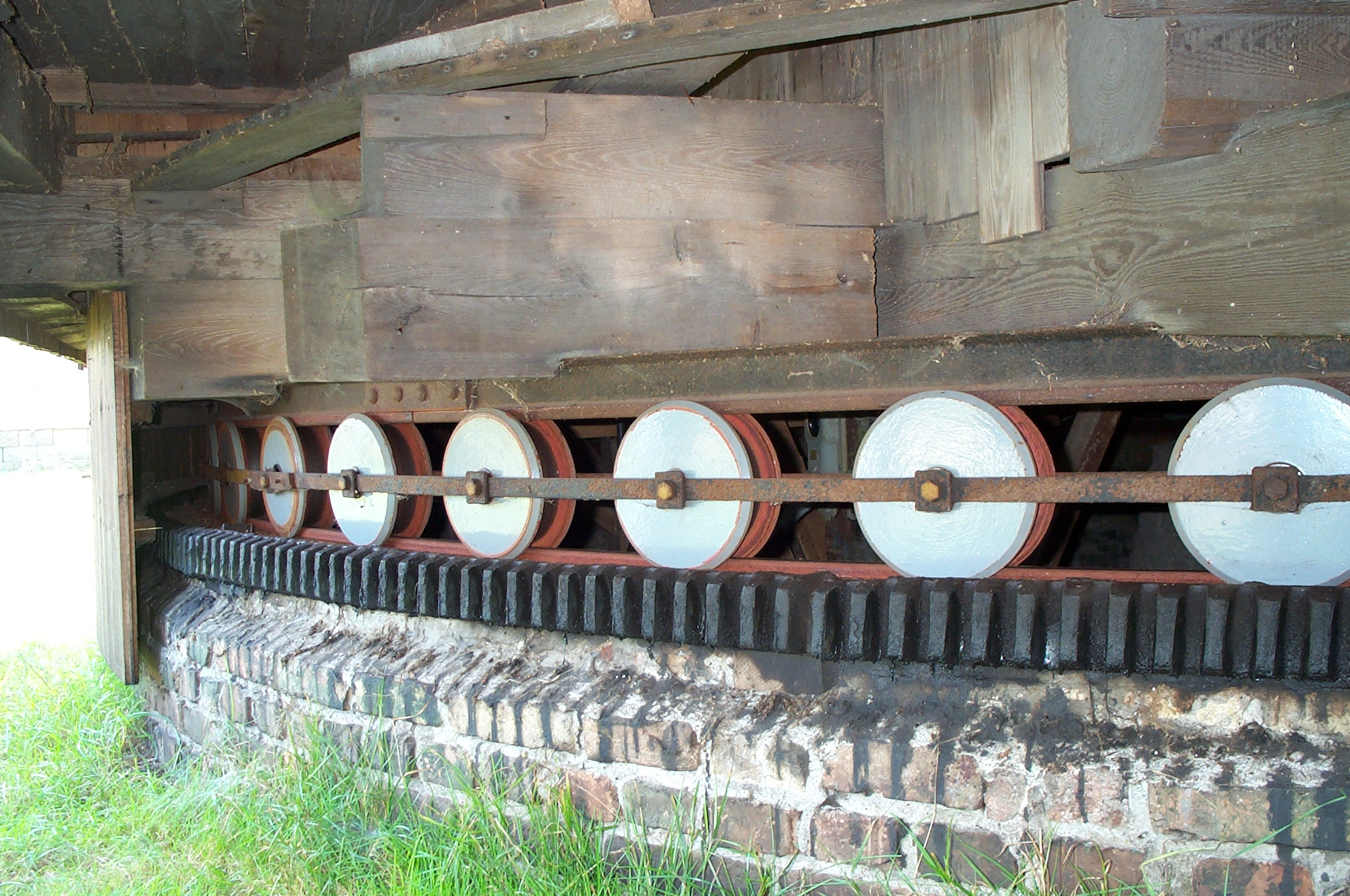
Опорно-поворотна вальниця з роликами.
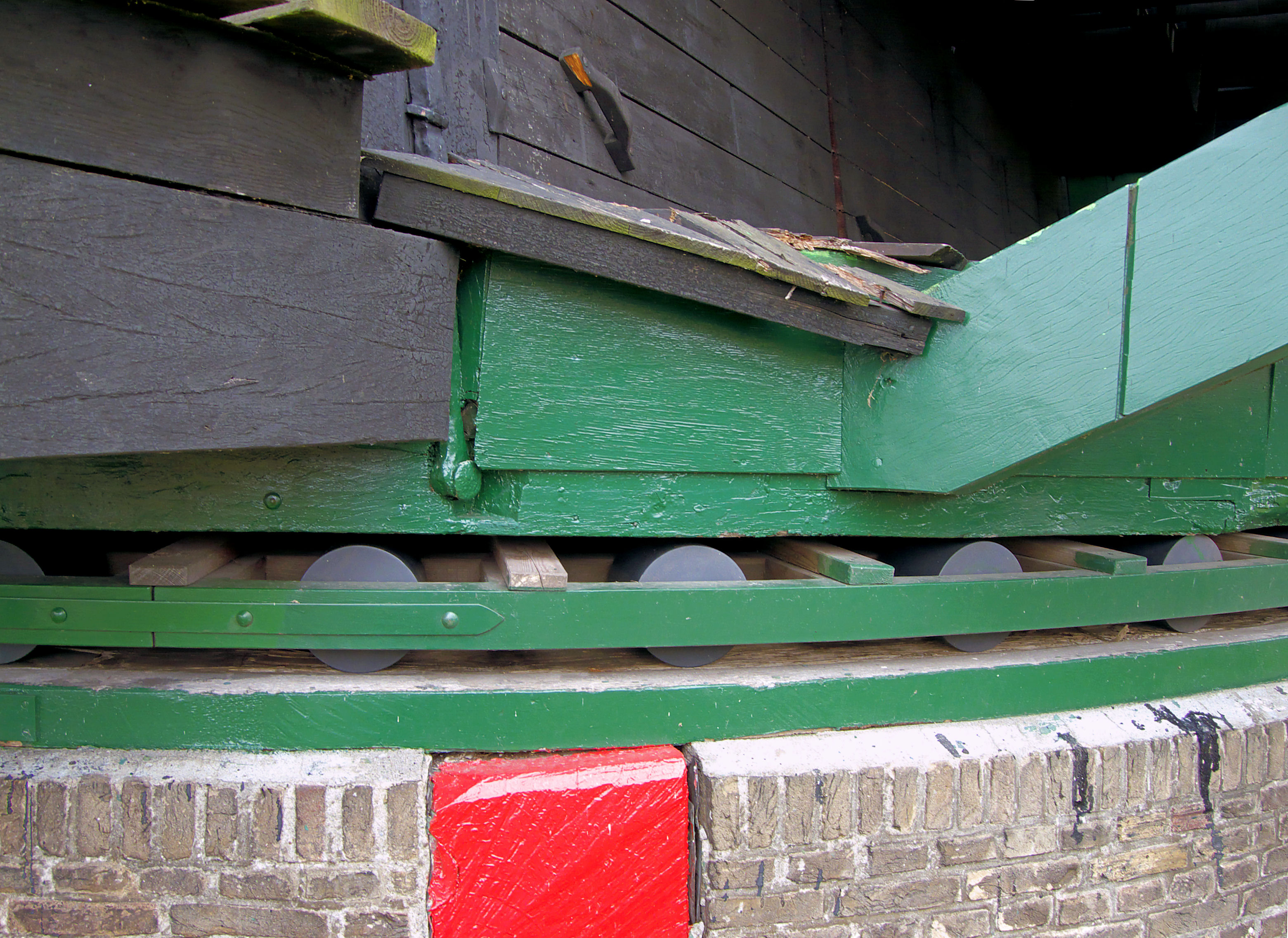
Ролики вальниці в бандажі.
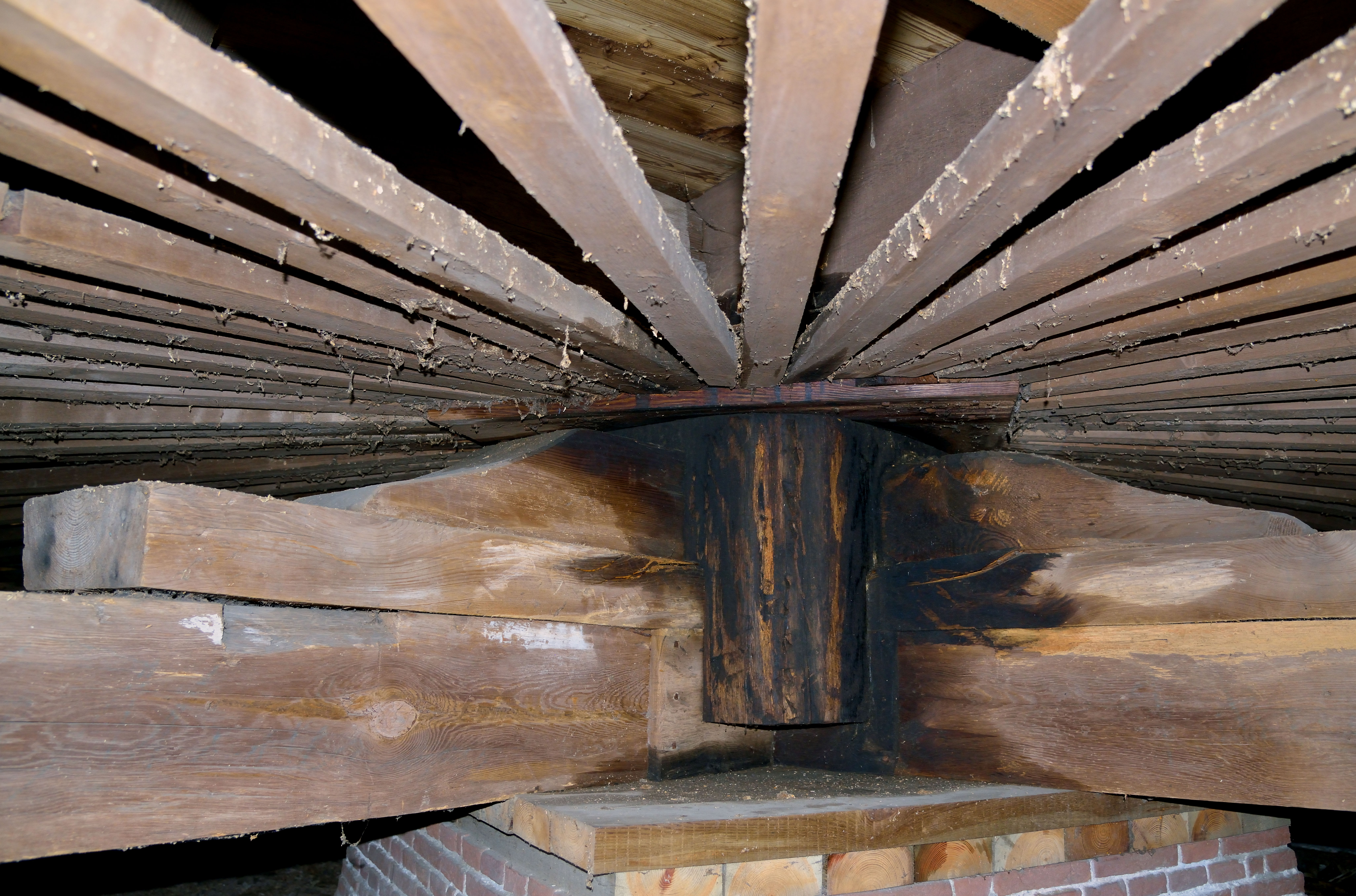
Центральний опорний стовп пальтрака «Де Гельд Йозуа», Зандам, Нідерланди.